# ILife
iLife ist ein Multimedia-Paket der Firma Apple mit Schwerpunkt bei der Bild-, Audio- und Videobearbeitung sowie der Verteilung dieser Medien. Es enthält, je nach Version, einige der folgenden Programme:
- GarageBand (Musiksoftware, seit iLife '04)
- iDVD (DVD-Authoring, bis iLife '11)
- iPhoto (Bildverwaltung)
- iMovie (Videoschnittprogramm)
- iWeb (Web-Entwicklung, bis iLife '11)

GarageBand und iMovie sind heute als Einzelprogramme weiterhin verfügbar, während iPhoto 2014 durch Apple Fotos abgelöst wurde, die anderen Programme wurden zuletzt auf der iLife-'11-DVD mitgeliefert und dann eingestellt.

## Vertrieb
Eine Lizenz des jeweils aktuellen iLife-Paketes wurde beim Kauf eines Macintosh-Rechners installiert, gehört aber nicht zum eigentlichen Betriebssystem dazu. Sie ist ebenfalls auf dem mitgelieferten Datenträger – neben Xcode und dem Apple Hardware Test – als Bundled Software enthalten. Neuere Programmversionen waren käuflich zu erwerben, während Updates kostenlos waren. Seit Januar 2009 war iLife auch als Paket mit Mac OS X und iWork vergünstigt erhältlich.
Auf Anfang 2011 wurden die Programme mit Ausnahme von iDVD und iWeb einzeln im Mac App Store zur Verfügung gestellt. Der Vertrieb von DVDs mit dem gesamten iLife-Paket wurde daraufhin eingestellt. 2013 erschienen dann, obwohl nicht gebündelt, unter der Bezeichnung iLife (ohne Versionsangabe) auf 64-Bit aktualisierte Versionen von GarageBand, iMovie und iPhotos. Diese wurden seither auf neuen macOS und iOS Geräten kostenlos vorinstalliert.

## Integration
Ein spezielles Merkmal dieses Softwarepakets ist die Integration der Einzelprogramme. So lassen sich unter anderem iTunes-Aufzeichnungen, GarageBand-Kompositionen, iPhoto-Galerien und iMovie-Videos in iDVD importieren, um daraus eine DVD herzustellen. Fotos aus iPhoto können in einen mit iMovie geschnittenen und mit iWeb veröffentlichten Film einfügt werden, welcher mit Musik aus der iTunes-Bibliothek vertont wurde. Außerdem können die Foto-, Musik- und Videobibliotheken in weiteren Anwendungen verwendet werden, so besitzen beispielsweise iWork oder Microsoft Office eine Schnittstelle zu iLife.